# Brachymeria minuta
Brachymeria minuta är en stekelart som först beskrevs av Carl von Linné 1767.  Brachymeria minuta ingår i släktet Brachymeria och familjen bredlårsteklar. Enligt den finländska rödlistan är arten starkt hotad i Finland. Arten är reproducerande i Sverige. Artens livsmiljö är torra gräsmarker. Inga underarter finns listade.